# Jurjevica
Jurjevica este o localitate din comuna Ribnica, Slovenia, cu o populație de 227 de locuitori.